# Matsudaira Yoshinaga

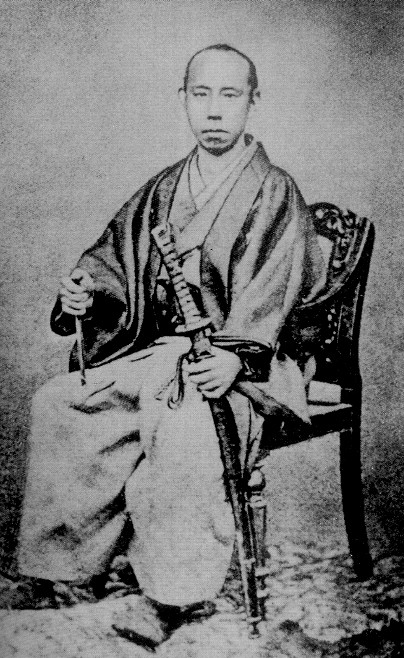
Matsudaira Yoshinaga

Matsudaira Yoshinaga (japanisch 松平 慶永; geboren 10. Oktober 1828 in Edo (Provinz Musashi); gestorben 2. Juni 1890 in Tokio) war ein japanischer Daimyō, Herr der Fukui-Domäne und wichtiges Mitglied des Shogunats am Ende der Edo-Zeit.

## Leben und Wirken

### Frühe Jahre
Matsudaira Yoshinaga war der achte Sohn von Tokugawa Narimasa (徳川 斉匡; 1779–1848) aus dem Tayasu–Zweig. Er wurde 1838, im Alter von 11 Jahren, Nachfolger des Familienzweiges in Echizen und wurde der 16. Herr der Domäne. Sein Kindheitsname „Shungaku“ (春嶽) wurde zu seinem gebräuchlichen Rufnamen.
In den nächsten 20 Jahren stellte Yoshinaga Nakane Sekko (中根 雪江; 1807–1877), Suzuki Chikara (鈴木 主税) und andere ein, arbeitete an der Reform der Domänenverwaltung und stärkte die militärische Macht durch westliche Schieß- und Gewehrausbildung. Er förderte auch die Einführung westlicher Studien, einschließlich der Einrichtung der Domänenschule „Meidōkan“ (明道館), einer angeschlossenen Studieneinrichtung für westliche Bücher „Yōsho shūgaku-sho“ (洋書習学所), und der Einführung der Pockenimpfung.
Während dieser Zeit, als Perry 1853 Japan besuchte, befürwortete er die Stärkung der Küstenverteidigung und drängte das Shogunat aktiv dazu, konkrete Maßnahmen zur Küstensicherheit umzusetzen, darunter auch Gebiete wie die Edo-Bucht. Im Jahr 1857 ernannte er Yokoi Shōnan (1809–1869), einen Samurai der Kumamoto-Domäne, um die Öffnung des Landes für den Handel zu unterstützen, und wirkte mit bei der Ernennung von Tokugawa Yoshinobu (1837–1913) zum Nachfolger des 13. Shogun Tokugawa Iesada. Er förderte Shimazu Nariakira (1809–1859), Oberhaupt der Satsuma-Domäne (薩摩藩), Date Munenari (1818–1892) Oberhaupt der Uwajima-Domäne (宇和島藩), Yamanouchi Toyoshige (1827–1872) Oberhaupt der Tosa-Domäne (土佐藩) und andere und stellten sich gegen den Mainstream des Shogunats.
Im Jahr 1858 protestierte Yoshinaga entschieden gegen die Unterzeichnung des „Freundschafts- und Handelsvertrags zwischen Japan und den Vereinigten Staaten“ durch Ii Naosuke. Er war auch gegen die Entscheidung, Tokugawa Yoshitomi, der  spätere 14. Shogun Tokugawa Iemochi (1646–1866) aus dem Kii-Klan solle Shogun werden. Im Juli wurde er zusammen mit Tokugawa Nariaki, der mit ihm zusammengearbeitet hatte, und mit anderen früheren Feudalherren suspendiert, in den Ruhestand versetzt und übergab seine Position an Matsudaira Mochiaki (松平 茂昭; 1836–1890), ein Mitglied seines eigenen Klans.

### Spätere Jahre
Nach der Ermordung von Ii Naosuke im Jahr 1860 wurde Yoshinagas Suspendierung aufgehoben. Er kehrte zwei Jahre später in die Politik zurück und wurde im Juli desselben Jahres zum Vormund des späteren Shogun Tokugawa Yoshinobu. Weiter wurde er zum Präsidenten für politische Angelegenheiten (政事総裁職; Seiji sōsai-shoku) ernannt und übernahm daraufhin eine Führungsposition in der Regierung des Shogunats. Nach seiner Wiedereinsetzung war es seine Aufgabe, das Zusammengehen der kaiserlichen und der Shogunats-Persönlichkeiten  (公武合体, Kōbu gappai) zu fördern.
Yoshinaga stand im Zentrum des Shogunats und übernahm 1864 vorübergehend den Posten des Militärgouverneurs von Kyōto (京都守護職, Kyoto Shugoshoku) und diente auch als Berater des Kaisers (朝議参予, Chōgi San’yo) am Hofe. Auch von dieser Seite erhielt er viel Vertrauen. Im Dezember 1866 wurde Tokugawa Yoshinobu Shogun, doch Yoshinaga hatte großen Einfluss auf die Verwaltung. In der Zwischenzeit arbeitete er zusammen wichtigen Daimyō, die sich in Kyōto versammelten, mit den „Vier Herren“ der San’yo-Konferenz daran, die nationale Regierung durch die Vereinigung der kaiserlichen und feudalen Kräfte zu reformieren.
Zur Zeit der Rückgabe der Lehen an den Kaiser (大政奉還, Taisei Hōkan) und damit der Wiederherstellung der Monarchie wurde Yoshinaga 1869 zu einem der Ratsmitglieder der neuen Regierung ernannt, nachdem er gleichzeitig als Minister des Finanzministeriums und dann als Finanzminister gedient hatte. Im Juli 1870 zog er sich im Alter von 42 Jahren von allen öffentlichen Ämtern zurück. Danach hat er eine Reihe von Werken verfasst, darunter „Itsujishi-ho “ (逸事史補), eine historische Retrospektive seiner eigenen Erfahrungen. Er starb im Juni 1899 im Alter von 62 Jahren an einer Krankheit.